# 粗毛水鼠屬
粗毛水鼠屬（學名：Parahydromys）为哺乳綱、囓齒目、鼠科的一屬哺乳动物。而與粗毛水鼠屬（粗毛水鼠）同科的動物尚有新幾內亞水鼠屬（朱脅水鼠）、酋家鼠屬（酋家鼠）、弗羅裏斯鼠屬（弗羅裏斯鼠）、巴拉望軟毛鼠屬（巴拉望軟毛鼠）等之數種哺乳動物。

## 下属物种
本属包括以下物种：
- 粗毛水鼠 Parahydromys asper (Thomas, 1906)